# إيثان بروكس
إيثان بروكس (بالإنجليزية: Ethan Brooks)‏ هو لاعب كرة قدم أمريكية أمريكي، ولد في 27 أبريل 1972 في هارتفورد في الولايات المتحدة.